# شورای شهر
شورای شهر مجلسی محلی در سطح شهر است که نمایندگان آن توسط همان شهر انتخاب می‌شوند. وظیفه اصلی این مجلس: انتخاب شهردار، تصویب بودجه و نظارت بر عملکرد شهرداری است.

## شورای شهر در ایران
بنا بر قانون اساسی ایران، شورا یکی از ارکان نظام می‌باشد و یکی از ویژگی‌های خاص شهرداری‌ها، حضور شورای شهر با این امکانات در کنار شهرداری‌ها است. تأکید قانون اساسی به شکلی است که از آن اجبار به وجود شورای شهر را می‌توان یافت. هر چند وزارت کشور در زمانی که شورای شهر وجود ندارد به قائم مقامی از آن مسئولیت دار وظایف است، ولی بنا بر تاکیدات و فهم از اصل ۱۰۳ قانون اساسی، ماده ۴۱ و دستور ماده ۴۲ و ۴۳ و ۴۴ همان قانون، نوعی مخالفت با دائمی بودن قائم مقامی وزارت کشور را می‌توان یافت.

### شورای شهر به عنوان نهاد تصمیم‌گیر
بر اساس مفاد قانون شهرداری و نیز قانون تشکیلات شورای اسلامی کشوری، این نهاد یک مرجع تصمیم‌گیری و نظارتی است و در این مورد دارای اختیارات وسیعی است. یکی از مشکلاتی که در بحث شوراها وجود دارد این است که شوراها در خصوص نهادهای خدماتی دیگر مانند برق و آب و … نمی‌توانند نظارت بکنند. به بیان دیگر وحدت مدیریتی در سطح شهرهای ایران با قانون فعلی شکل نمی‌گیرد.
برخی از وظایف شورای شهر، واجد جنبه‌های وضع مقررات است.
برخی دیگر از وظایف آن، جنبه نظارتی و مراقبتی دارد.

### مراجع ابطال تصمیمات شورای شهر
بر اساس ماده ۴۸ قانون شهرداری‌ها چنانچه استانداری یا فرمانداری یا بخشداری نسبت به مصوبات شورا اعتراض داشتند بایستی ظرف یک هفته از تاریخ اطلاع، نظر خود را به انجمن اظهار و تقاضای تجدید نظر نماید. در صورتی که باز هم معترض ماند، معترض می‌تواند به انجمن ایالتی یا ولایتی یا وزارت کشور اعتراض خود را ظرف ۱۵ روز ارائه دهد. این نظر پس از ابلاغ نهایی است.